# 新英格蘭旗幟
新英格蘭並沒有官方旗幟，但其有眾多歷史和現代標誌。新英格蘭旗幟最多版本的設計是紅底，左上方的方塊。北美喬松是新英格蘭地區最共通的象徵之一，並出現在該區域眾多旗幟上。

## 外部連結
- A History of the New England Flag with several variations
- Lossing's version of the flag （页面存档备份，存于）